# Équateur
Équateur    er en provins i Den Demokratiske Republik Congo. Den er en af de 21 provinser, der blev oprettet ved opdelingen i  2015, hvor  den tidligere provins Équateur blev tikl provinserne Équateur, Mongala, Nord-Ubangi, Sud-Ubangi og Tshuapa. Den nuværende provins blev dannet af Équateur distriktet og den uafhængigt administrerede by Mbandaka, som beholdt sin status som provinshovedstad.
I 2020  blev antallet af indbygger anslået tile 1.856.000.

## Historie
Provinsen Équateur blev oprettet i 1917 og var meget større end i dag. Med tiden gennemgik den en række grænse- og navneændringer. I henhold til artikel 2 i Forfatningen fra 2006 skulle den antage sine nuværende grænser, men de administrative ændringer blev  først afsluttet i 2015.

## Administrativ inddeling
Provinsen består af otte administrative dele, hvoraf den ene er provinshovedstaden, Mbandaka; og syv af dem er territorierne :
1. Bikoro (territorium) (Bukoro territorium) med byen Bikoro
2. Lukolela (territorium) med byen Lukolela
3. Basankusu (territorium) med byen Basankusu
4. Makanza (territorium) med byen Makanza
5. Bolomba (territorium) med byen Bolomba
6. Bomongo (territorium) med byen Bomongo
7. Ingende (territorium) med byen Ingende